# Hieracium iremelense
Hieracium iremelense là một loài thực vật có hoa trong họ Cúc. Loài này được (Elfstr.) Üksip mô tả khoa học đầu tiên năm 1959.